# Quotient photothermique
Le quotient photothermique est le quotient du rayonnement solaire énergétique moyen par la température. Cette valeur est utilisée en modélisation en agronomie en raison de sa corrélation avec le rendement, en particulier avec nombre de graines par unité de surface.
Le quotient photothermique se calcule par en joules par m² par jour, divisés par la température en degrés moins 4,5 ° C. Sa dimension est celle d'un éclairement énergétique par degré : M·T −3·Θ −1.